# Mark Woodforde
Mark Raymond Woodforde (Adelaida, Austràlia, 23 de setembre de 1965), és un extennista professional australià que va destacar en la modalitat de dobles, especialment al costat del seu compatriota Todd Woodbridge, amb qui va formar una de les duples més importants de l'Era Open del tennis, sobrenomenada "The Woodies".
En el seu palmarès destaquen un total de 12 títols de Grand Slam en dobles masculins, entre els quals destaquen 6 títols a Wimbledon, i 5 títols més de Grand Slam en dobles mixts. En ambdós modalitats va completar el Gran Slam en guanyar tots quatre títols de Grand Slam. Addicionalment va guanyar la medalla d'or olímpica en els Jocs Olímpics d'Atlanta 1996, completant el Golden Slam, i també va guanyar la medalla d'argent en els Jocs Olímpics de Sydney 2000. Va guanyar un total de 67 títols de dobles masculins en el circuit ATP i fou número 1 del rànquing de dobles durant 83 setmanes entre 1992 i 2000.
Individualment va guanyar quatre títols del circuit ATP. Va formar part de l'equip australià de Copa Davis i va guanyar l'edició de 1999 en un total de tres finals disputades. Després de la seva retirada fou capità de l'equip de Fed Cup australià i comentarista de tennis per Fox Sports i ESPN.

## Torneigs de Grand Slam

### Dobles masculins: 16 (12−4)
| Resultat  | Núm. | Any  | Torneig              | Parella         | Oponents                         | Marcador                    |
| --------- | ---- | ---- | -------------------- | --------------- | -------------------------------- | --------------------------- |
| Guanyador | 1.   | 1989 | US Open              | John McEnroe    | Ken Flach Robert Seguso          | 6−4, 4−6, 6−3, 6−3          |
| Guanyador | 2.   | 1992 | Open d'Austràlia     | Todd Woodbridge | Kelly Jones Rick Leach           | 6−4, 6−3, 6−4               |
| Guanyador | 3.   | 1993 | Wimbledon            | Todd Woodbridge | Grant Connell Patrick Galbraith  | 7−5, 6−3, 7−6(4)            |
| Guanyador | 4.   | 1994 | Wimbledon (2)        | Todd Woodbridge | Grant Connell Patrick Galbraith  | 7−6, 6−3, 6−1               |
| Finalista | 1.   | 1994 | US Open              | Todd Woodbridge | Jacco Eltingh Paul Haarhuis      | 3−6, 6−7(6)                 |
| Guanyador | 5.   | 1995 | Wimbledon (3)        | Todd Woodbridge | Rick Leach Scott Melville        | 7−5, 7−6, 7−6               |
| Guanyador | 6.   | 1995 | US Open (2)          | Todd Woodbridge | Alex O'Brien Sandon Stolle       | 6−3, 6−3                    |
| Guanyador | 7.   | 1996 | Wimbledon (4)        | Todd Woodbridge | Byron Black Grant Connell        | 4−6, 6−1, 6−3, 6−2          |
| Guanyador | 8.   | 1996 | US Open (3)          | Todd Woodbridge | Jacco Eltingh Paul Haarhuis      | 4−6, 7−6, 7−6               |
| Guanyador | 9.   | 1997 | Open d'Austràlia (2) | Todd Woodbridge | Sébastien Lareau Alex O'Brien    | 4−6, 7−5, 7−5, 6−3          |
| Finalista | 2.   | 1997 | Roland Garros        | Todd Woodbridge | Ievgueni Kàfelnikov Daniel Vacek | 6−7(12), 6−4, 3−6           |
| Guanyador | 10.  | 1997 | Wimbledon (5)        | Todd Woodbridge | Jacco Eltingh Paul Haarhuis      | 7−6, 7−6, 5−7, 6−3          |
| Finalista | 3.   | 1998 | Open d'Austràlia     | Todd Woodbridge | Jonas Björkman Paul Haarhuis     | 2−6, 7−5, 6−2, 4−6, 3−6     |
| Finalista | 4.   | 1998 | Wimbledon            | Todd Woodbridge | Jacco Eltingh Paul Haarhuis      | 6−2, 4−6, 6−7(3), 7−5, 8−10 |
| Guanyador | 11.  | 2000 | Roland Garros        | Todd Woodbridge | Paul Haarhuis Sandon Stolle      | 7−6, 6−4                    |
| Guanyador | 12.  | 2000 | Wimbledon (6)        | Todd Woodbridge | Paul Haarhuis Sandon Stolle      | 6−3, 6−4, 6−1               |

### Dobles mixts: 7 (5−2)
| Resultat  | Núm. | Any  | Torneig          | Parella                  | Oponents                                | Marcador       |
| --------- | ---- | ---- | ---------------- | ------------------------ | --------------------------------------- | -------------- |
| Guanyador | 1.   | 1992 | Open d'Austràlia | Nicole Provis            | Arantxa Sánchez Vicario Todd Woodbridge | 6−3, 4−6, 11−9 |
| Guanyador | 2.   | 1992 | US Open          | Nicole Provis            | Helena Suková Tom Nijssen               | 4−6, 6−3, 6−3  |
| Guanyador | 3.   | 1993 | Wimbledon        | Martina Navrátilová      | Manon Bollegraf Tom Nijssen             | 6−3, 6−4       |
| Finalista | 1.   | 1993 | US Open          | Martina Navrátilová      | Helena Suková Todd Woodbridge           | 3−6, 6−7       |
| Guanyador | 4.   | 1995 | Roland Garros    | Larisa Savchenko-Neiland | Jill Hetherington John-Laffnie de Jager | 7−6(8), 7−6(4) |
| Guanyador | 5.   | 1996 | Open d'Austràlia | Larisa Savchenko-Neiland | Nicole Arendt Luke Jensen               | 4−6, 7−5, 6−0  |
| Finalista | 2.   | 1996 | Wimbledon        | Larisa Savchenko-Neiland | Helena Suková Cyril Suk                 | 6−1, 3−6, 2−6  |

## Palmarès

### Individual: 9 (4−5)
| Llegenda (pre/post 2009)                                 |
| -------------------------------------------------------- |
| Grand Slams (0−0)                                        |
| Tennis Masters Cup / ATP Finals (0−0)                    |
| ATP Masters Series / ATP World Tour Masters 1000 (0−0)   |
| ATP International Series Gold / ATP World Tour 500 (1−1) |
| ATP International Series / ATP World Tour 250 (3−4)      |

| Títols per superfície |
| --------------------- |
| Dura (3−3)            |
| Gespa (0−0)           |
| Terra batuda (0−0)    |
| Moqueta (1−2)         |

| Resultat  | Núm. | Data                   | Torneig                   | Superfície  | Oponent          | Marcador           |
| --------- | ---- | ---------------------- | ------------------------- | ----------- | ---------------- | ------------------ |
| Guanyador | 1.   | 12 de gener de 1986    | Auckland, Nova Zelanda    | Dura        | Bud Schultz      | 6−4, 6−3, 3−6, 6−4 |
| Guanyador | 2.   | 3 de gener de 1988     | Adelaida, Austràlia       | Dura        | Wally Masur      | 6−2, 6−4           |
| Guanyador | 3.   | 8 de gener de 1989     | Adelaida (2)              | Dura        | Patrik Kühnen    | 7−5, 1−6, 7−5      |
| Finalista | 1.   | 8 d'octubre de 1989    | Brisbane, Austràlia       | Dura        | Niclas Kroon     | 6−4, 2−6, 4−6      |
| Finalista | 2.   | 9 d'agost de 1992      | Los Angeles, Estats Units | Dura        | Richard Krajicek | 4−6, 6−2, 4−6      |
| Finalista | 3.   | 15 de novembre de 1992 | Anvers, Bèlgica           | Moqueta (i) | Richard Krajicek | 2−6, 2−6           |
| Guanyador | 4.   | 21 de febrer de 1993   | Filadèlfia, Estats Units  | Moqueta (i) | Ivan Lendl       | 5−4, retirada      |
| Finalista | 4.   | 7 d'agost de 1994      | Los Angeles (2)           | Dura        | Boris Becker     | 2−6, 2−6           |
| Finalista | 5.   | 18 d'octubre de 1998   | Singapur, Singapur        | Moqueta (i) | Marcelo Ríos     | 4−6, 2−6           |

### Dobles masculins: 91 (67−24)
| Llegenda (pre/post 2009)                                  |
| --------------------------------------------------------- |
| Grand Slams (12−4)                                        |
| Jocs Olímpics Or (1)                                      |
| Jocs Olímpics Argent (1)                                  |
| Tennis Masters Cup / ATP Finals (2−2)                     |
| ATP Masters Series / ATP World Tour Masters 1000 (14−2)   |
| ATP International Series Gold / ATP World Tour 500 (10−2) |
| ATP International Series / ATP World Tour 250 (28−13)     |

| Títols per superfície |
| --------------------- |
| Dura (35−13)          |
| Gespa (10−3)          |
| Terra batuda (9−5)    |
| Moqueta (13−3)        |

| Resultat  | Núm. | Data                   | Torneig                                      | Superfície   | Parella         | Oponents                           | Marcador                   |
| --------- | ---- | ---------------------- | -------------------------------------------- | ------------ | --------------- | ---------------------------------- | -------------------------- |
| Finalista | 1.   | 29 de juliol de 1985   | Hilversum, Països Baixos                     | Terra batuda | Carl Limberger  | Stefan Simonsson Hans Simonsson    | 3−6, 4−6                   |
| Finalista | 2.   | 12 de gener de 1987    | Auckland, Nova Zelanda                       | Dura         | Carl Limberger  | Kelly Jones Brad Pearce            | 6−7, 6−7                   |
| Finalista | 3.   | 20 de juliol de 1987   | Bordeus, França                              | Terra batuda | Darren Cahill   | Sergio Casal E. Sánchez Vicario    | 3−6, 3−6                   |
| Finalista | 4.   | 31 d'agost de 1987     | Rye Brook, Estats Units                      | Dura         | Carl Limberger  | Lloyd Bourne Jeff Klaparda         | 3−6, 3−6                   |
| Finalista | 5.   | 4 de gener de 1988     | Adelaida, Austràlia                          | Dura         | Carl Limberger  | Darren Cahill Mark Kratzmann       | 6−4, 2−6, 5−7              |
| Guanyador | 1.   | 26 de setembre de 1988 | Los Angeles, Estats Units                    | Dura         | John McEnroe    | Libor Pimek Michiel Schapers       | 6−4, 6−4                   |
| Guanyador | 2.   | 3 d'octubre de 1988    | San Francisco, Estats Units                  | Moqueta      | John McEnroe    | Rick Leach Jim Pugh                | 6−4, 7−6                   |
| Guanyador | 3.   | 1 de maig de 1989      | Montecarlo, Mónaco                           | Terra batuda | Tomáš Šmíd      | Paolo Canè Diego Nargiso           | 1−6, 6−4, 6−2              |
| Guanyador | 4.   | 28 d'agost de 1989     | US Open, Estats Units                        | Dura         | John McEnroe    | Ken Flach Robert Seguso            | 6−4, 4−6, 6−3, 6−3         |
| Finalista | 6.   | 1 d'octubre de 1990    | Brisbane, Austràlia                          | Dura         | Brian Garrow    | Jason Stoltenberg Todd Woodbridge  | 6−2, 4−6, 4−6              |
| Guanyador | 5.   | 18 de febrer de 1991   | Brussel·les, Bèlgica                         | Moqueta      | Todd Woodbridge | Libor Pimek Michiel Schapers       | 6−3, 6−0                   |
| Guanyador | 6.   | 11 de març de 1991     | Copenhaguen, Dinamarca                       | Moqueta      | Todd Woodbridge | Mansour Bahrami Andrei Olhovskiy   | 6−3, 6−1                   |
| Guanyador | 7.   | 17 de juny de 1991     | Londres, Regne Unit                          | Gespa        | Todd Woodbridge | Grant Connell Glenn Michibata      | 6−4, 7−6                   |
| Guanyador | 8.   | 30 de setembre de 1991 | Brisbane (2)                                 | Dura         | Todd Woodbridge | John Fitzgerald Glenn Michibata    | 7−6, 6−3                   |
| Guanyador | 9.   | 27 de gener de 1992    | Open d'Austràlia, Austràlia                  | Dura         | Todd Woodbridge | Kelly Jones Rick Leach             | 6−4, 6−3, 6−4              |
| Guanyador | 10.  | 17 de febrer de 1992   | Memphis, Estats Units                        | Dura (i)     | Todd Woodbridge | Kevin Curren Gary Muller           | 7−5, 4−6, 7−6              |
| Guanyador | 11.  | 24 de febrer de 1992   | Filadèlfia, Estats Units                     | Moqueta      | Todd Woodbridge | Jim Grabb Richey Reneberg          | 6−4, 7−6                   |
| Guanyador | 12.  | 6 d'abril de 1992      | Singapur, Singapur                           | Dura         | Todd Woodbridge | Grant Connell Glenn Michibata      | 6−7, 6−2, 6−4              |
| Guanyador | 13.  | 17 d'agost de 1992     | Cincinnati, Estats Units                     | Dura         | Todd Woodbridge | Patrick McEnroe Jonathan Stark     | 6−3, 1−6, 6−3              |
| Guanyador | 14.  | 19 d'octubre de 1992   | Tòquio, Japó                                 | Moqueta      | Todd Woodbridge | Jim Grabb Richey Reneberg          | 7−6, 6−4                   |
| Guanyador | 15.  | 2 de novembre de 1992  | Estocolm, Suècia                             | Moqueta      | Todd Woodbridge | Steve DeVries David Macpherson     | 6−3, 6−4                   |
| Guanyador | 16.  | 29 de novembre de 1992 | Tennis Masters Cup, Johannesburg, Sud-àfrica | Dura         | Todd Woodbridge | John Fitzgerald Anders Järryd      | 6−2, 7−6(4), 5−7, 3−6, 6−3 |
| Guanyador | 17.  | 11 de gener de 1994    | Adelaida                                     | Dura         | Todd Woodbridge | John Fitzgerald Laurie Warder      | 6−4, 7−5                   |
| Guanyador | 18.  | 15 de febrer de 1993   | Memphis (2)                                  | Dura (i)     | Todd Woodbridge | Jacco Eltingh Paul Haarhuis        | 7−5, 6−2                   |
| Guanyador | 19.  | 14 de juny de 1993     | Londres (2)                                  | Gespa        | Todd Woodbridge | Neil Broad Gary Muller             | 6−7, 6−3, 6−4              |
| Guanyador | 20.  | 5 de juliol de 1993    | Wimbledon, Regne Unit                        | Gespa        | Todd Woodbridge | Grant Connell Patrick Galbraith    | 7−5, 6−3, 7−6(4)           |
| Guanyador | 21.  | 1 de novembre de 1993  | Estocolm (2)                                 | Moqueta      | Todd Woodbridge | Gary Muller Danie Visser           | 6−1, 3−6, 6−2              |
| Finalista | 7.   | 28 de novembre de 1993 | Tennis Masters Cup, Johannesburg             | Dura (i)     | Todd Woodbridge | Jacco Eltingh Paul Haarhuis        | 6−7, 6−7, 4−6              |
| Guanyador | 22.  | 7 de febrer de 1994    | Dubai, Emirats Àrabs Units                   | Dura         | Todd Woodbridge | Darren Cahill John Fitzgerald      | 6−7, 6−4, 6−2              |
| Guanyador | 23.  | 18 d'abril de 1994     | Niça, França                                 | Terra batuda | Javier Sánchez  | Hendrik Jan Davids Piet Norval     | 7−5, 6−3                   |
| Guanyador | 24.  | 9 de maig de 1994      | Pinehurst, Estats Units                      | Terra batuda | Todd Woodbridge | Jared Palmer Richey Reneberg       | 6−2, 3−6, 6−3              |
| Finalista | 8.   | 13 de juny de 1994     | Londres                                      | Gespa        | Todd Woodbridge | Jan Apell Jonas Björkman           | 6−3, 6−7, 4−6              |
| Guanyador | 25.  | 4 de juliol de 1994    | Wimbledon (2)                                | Gespa        | Todd Woodbridge | Grant Connell Patrick Galbraith    | 7−6, 6−3, 6−1              |
| Guanyador | 26.  | 8 d'agost de 1994      | Los Angeles (2)                              | Dura         | John Fitzgerald | Scott Davis Brian MacPhie          | 4−6, 6−2, 6−0              |
| Guanyador | 27.  | 22 d'agost de 1994     | Indianapolis, Estats Units                   | Dura         | Todd Woodbridge | Jim Grabb Richey Reneberg          | 6−3, 6−4                   |
| Finalista | 9.   | 12 de setembre de 1994 | US Open                                      | Dura         | Todd Woodbridge | Jacco Eltingh Paul Haarhuis        | 3−6, 6−7                   |
| Guanyador | 28.  | 31 d'octubre de 1994   | Estocolm (3)                                 | Moqueta      | Todd Woodbridge | Jan Apell Jonas Björkman           | 6−3, 6−4                   |
| Finalista | 10.  | 28 de novembre de 1994 | Tennis Masters Cup, Jakarta, Indonèsia (2)   | Dura (i)     | Todd Woodbridge | Jan Apell Jonas Björkman           | 4−6, 6−4, 6−4, 6−7, 6−7    |
| Guanyador | 29.  | 16 de gener de 1995    | Sydney, Austràlia                            | Dura         | Todd Woodbridge | Trevor Kronemann David Macpherson  | 7−6, 6−4                   |
| Guanyador | 30.  | 27 de març de 1995     | Miami, Estats Units                          | Dura         | Todd Woodbridge | Jim Grabb Patrick McEnroe          | 6−3, 7−6                   |
| Guanyador | 31.  | 15 de maig de 1995     | Pinehurst (2)                                | Terra batuda | Todd Woodbridge | Alex O'Brien Sandon Stolle         | 6−2, 6−4                   |
| Guanyador | 32.  | 22 de maig de 1995     | Coral Springs, Estats Units                  | Terra batuda | Todd Woodbridge | Sergio Casal E. Sánchez Vicario    | 6−3, 6−1                   |
| Guanyador | 33.  | 10 de juliol de 1995   | Wimbledon (3)                                | Gespa        | Todd Woodbridge | Rick Leach Scott Melville          | 7−5, 7−6, 7−6              |
| Guanyador | 34.  | 14 d'agost de 1995     | Cincinnati (2)                               | Dura         | Todd Woodbridge | Mark Knowles Daniel Nestor         | 6−2, 3−0, retirada         |
| Guanyador | 35.  | 11 de setembre de 1995 | US Open (2)                                  | Dura         | Todd Woodbridge | Alex O'Brien Sandon Stolle         | 6−3, 6−3                   |
| Finalista | 11.  | 23 d'octubre de 1995   | Viena, Àustria                               | Moqueta      | Todd Woodbridge | Ellis Ferreira Jan Siemerink       | 4−6, 5−7                   |
| Guanyador | 36.  | 8 de gener de 1996     | Adelaida (2)                                 | Dura         | Todd Woodbridge | Jonas Björkman Tommy Ho            | 7−5, 7−6                   |
| Finalista | 12.  | 28 de febrer de 1996   | Memphis                                      | Dura (i)     | Todd Woodbridge | Mark Knowles Daniel Nestor         | 4−6, 5−7                   |
| Guanyador | 37.  | 4 de març de 1996      | Filadèlfia (2)                               | Moqueta      | Todd Woodbridge | Byron Black Grant Connell          | 7−6, 6−2                   |
| Guanyador | 38.  | 18 de març de 1996     | Indian Wells, Estats Units                   | Dura         | Todd Woodbridge | Brian MacPhie Michael Tebbutt      | 1−6, 6−2, 6−2              |
| Guanyador | 39.  | 1 d'abril de 1996      | Miami (2)                                    | Dura         | Todd Woodbridge | Ellis Ferreira Patrick Galbraith   | 6−1, 6−3                   |
| Guanyador | 40.  | 22 d'abril de 1996     | Tòquio (2)                                   | Dura         | Todd Woodbridge | Mark Knowles Rick Leach            | 6−2, 6−3                   |
| Guanyador | 41.  | 20 de maig de 1996     | Coral Springs (2)                            | Terra batuda | Todd Woodbridge | Ivan Baron Brett Hansen-Dent       | 6−3, 6−3                   |
| Guanyador | 42.  | 17 de juny de 1996     | Londres (3)                                  | Gespa        | Todd Woodbridge | Sébastien Lareau Alex O'Brien      | 6−3, 7−6                   |
| Guanyador | 43.  | 8 de juliol de 1996    | Wimbledon (4)                                | Gespa        | Todd Woodbridge | Byron Black Grant Connell          | 4−6, 6−1, 6−3, 6−2         |
| Guanyador | 44.  | 29 de juliol de 1996   | Jocs Olímpics, Atlanta, Estats Units         | Dura         | Todd Woodbridge | Neil Broad Tim Henman              | 6−4, 6−4, 6−2              |
| Guanyador | 45.  | 9 de setembre de 1996  | US Open (2)                                  | Dura         | Todd Woodbridge | Jacco Eltingh Paul Haarhuis        | 4−6, 7−6, 7−6              |
| Guanyador | 46.  | 7 d'octubre de 1996    | Singapur (2)                                 | Moqueta      | Todd Woodbridge | Martin Damm Andrei Olhovskiy       | 7−6, 7−6                   |
| Guanyador | 47.  | 17 de novembre de 1996 | Tennis Masters Cup, Hartford, Estats Units   | Moqueta      | Todd Woodbridge | Sébastien Lareau Alex O'Brien      | 6−4, 5−7, 6−2, 7−6         |
| Finalista | 13.  | 6 de gener de 1997     | Adelaida (2)                                 | Dura         | Todd Woodbridge | Patrick Rafter Bryan Shelton       | 4−6, 6−1, 3−6              |
| Guanyador | 48.  | 27 de gener de 1997    | Open d'Austràlia (2)                         | Dura         | Todd Woodbridge | Sébastien Lareau Alex O'Brien      | 4−6, 7−5, 7−5, 6−3         |
| Guanyador | 49.  | 31 de març de 1997     | Miami (3)                                    | Dura         | Todd Woodbridge | Mark Knowles Daniel Nestor         | 7−6, 7−6                   |
| Finalista | 14.  | 9 de juny de 1997      | Roland Garros, França                        | Terra batuda | Todd Woodbridge | Ievgueni Kàfelnikov Daniel Vacek   | 6−7, 6−4, 3−6              |
| Guanyador | 50.  | 7 de juliol de 1997    | Wimbledon (5)                                | Gespa        | Todd Woodbridge | Jacco Eltingh Paul Haarhuis        | 7−6, 7−6, 5−7, 6−3         |
| Guanyador | 51.  | 11 d'agost de 1997     | Cincinnati (3)                               | Dura         | Todd Woodbridge | Mark Philippoussis Patrick Rafter  | 7−6, 4−6, 6−4              |
| Guanyador | 52.  | 27 d'octubre de 1997   | Stuttgart, Alemanya (4)                      | Moqueta      | Todd Woodbridge | Rick Leach Jonathan Stark          | 6−3, 6−3                   |
| Guanyador | 53.  | 19 de gener de 1998    | Sydney (2)                                   | Dura         | Todd Woodbridge | Jacco Eltingh Daniel Nestor        | 6−3, 7−5                   |
| Finalista | 15.  | 2 de febrer de 1998    | Open d'Austràlia                             | Dura         | Todd Woodbridge | Jonas Björkman Jacco Eltingh       | 2−6, 7−5, 6−2, 4−6, 3−6    |
| Guanyador | 54.  | 16 de febrer de 1998   | San José, Estats Units                       | Dura (i)     | Todd Woodbridge | Nelson Aerts André Sá              | 6−1, 7−5                   |
| Guanyador | 55.  | 23 de febrer de 1998   | Memphis (3)                                  | Dura (i)     | Todd Woodbridge | Ellis Ferreira David Roditi        | 6−3, 6−4                   |
| Finalista | 16.  | 27 d'abril de 1998     | Montecarlo                                   | Terra batuda | Todd Woodbridge | Jacco Eltingh Paul Haarhuis        | 4−6, 2−6                   |
| Guanyador | 56.  | 4 de maig de 1998      | Múnic, Alemanya                              | Terra batuda | Todd Woodbridge | Joshua Eagle Andrew Florent        | 6−0, 6−3                   |
|           | −    | 8 de juny de 1998      | Londres                                      | Gespa        | Todd Woodbridge | Jonas Björkman Patrick Rafter      | Final suspesa              |
| Finalista | 17.  | 6 de juliol de 1998    | Wimbledon                                    | Gespa        | Todd Woodbridge | Jacco Eltingh Paul Haarhuis        | 6−2, 4−6, 6−7, 7−5, 8−10   |
| Finalista | 18.  | 12 d'octubre de 1998   | Xangai, Xina                                 | Moqueta      | Todd Woodbridge | Mahesh Bhupathi Leander Paes       | 4−6, 7−6, 6−7              |
| Guanyador | 57.  | 19 d'octubre de 1998   | Singapur (3)                                 | Moqueta      | Todd Woodbridge | Mahesh Bhupathi Leander Paes       | 6−2, 6−3                   |
| Guanyador | 58.  | 15 de febrer de 1999   | San José (2)                                 | Dura (i)     | Todd Woodbridge | Aleksandar Kitinov Nenad Zimonjić  | 7−5, 6−7, 6−4              |
| Guanyador | 59.  | 22 de febrer de 1999   | Memphis (4)                                  | Dura (i)     | Todd Woodbridge | Sébastien Lareau Alex O'Brien      | 6−3, 6−4                   |
| Finalista | 19.  | 3 de maig de 1999      | Atlanta, Estats Units                        | Terra batuda | Todd Woodbridge | Patrick Galbraith Justin Gimelstob | 7−5, 6−7, 3−6              |
| Finalista | 20.  | 14 de juny de 1999     | Londres (2)                                  | Gespa        | Todd Woodbridge | Sébastien Lareau Alex O'Brien      | 3−6, 6−7                   |
| Finalista | 21.  | 16 d'agost de 1999     | Cincinnati                                   | Dura         | Todd Woodbridge | Byron Black Jonas Björkman         | 3−6, 6−7                   |
| Finalista | 22.  | 11 d'octubre de 1999   | Xangai (2)                                   | Dura         | Todd Woodbridge | Sébastien Lareau Daniel Nestor     | 5−7, 3−6                   |
| Finalista | 23.  | 18 d'octubre de 1999   | Singapur                                     | Moqueta      | Todd Woodbridge | Max Mirnyi Eric Taino              | 3−6, 4−6                   |
| Guanyador | 60.  | 10 de gener de 2000    | Adelaida (3)                                 | Dura         | Todd Woodbridge | Lleyton Hewitt Sandon Stolle       | 6−4, 6−2                   |
| Guanyador | 61.  | 17 de gener de 2000    | Sydney (3)                                   | Dura         | Todd Woodbridge | Lleyton Hewitt Sandon Stolle       | 7−5, 6−4                   |
| Guanyador | 62.  | 3 d'abril de 2000      | Miami (4)                                    | Dura         | Todd Woodbridge | Martin Damm Dominik Hrbatý         | 6−3, 6−4                   |
| Guanyador | 63.  | 22 de maig de 2000     | Hamburg, Alemanya                            | Terra batuda | Todd Woodbridge | Wayne Arthurs Sandon Stolle        | 6−7, 6−4, 6−3              |
| Guanyador | 64.  | 12 de juny de 2000     | Roland Garros                                | Terra batuda | Todd Woodbridge | Paul Haarhuis Sandon Stolle        | 7−6, 6−4                   |
| Guanyador | 65.  | 19 de juny de 2000     | Londres (4)                                  | Gespa        | Todd Woodbridge | Jonathan Stark Eric Taino          | 6−7, 6−3, 7−6              |
| Guanyador | 66.  | 10 de juliol de 2000   | Wimbledon (6)                                | Gespa        | Todd Woodbridge | Paul Haarhuis Sandon Stolle        | 6−3, 6−4, 6−1              |
| Guanyador | 67.  | 14 d'agost de 2000     | Cincinnati (4)                               | Dura         | Todd Woodbridge | Ellis Ferreira Rick Leach          | 7−6, 6−4                   |
| Finalista | 24.  | 2 d'octubre de 2000    | Jocs Olímpics, Sydney, Austràlia             | Dura         | Todd Woodbridge | Sébastien Lareau Daniel Nestor     | 7−5, 3−6, 4−6, 6−7         |

#### Períodes com a número 1
| Núm. | Predecessor     | Dates                    | Successor                   | Setmanes | Acumulat |
| ---- | --------------- | ------------------------ | --------------------------- | -------- | -------- |
| 1.   | Todd Woodbridge | 16/11/1992 − 31/01/1993  | Richey Reneberg             | 11       | 11       |
| 2.   | Paul Haarhuis   | 03/04/1995 − 11/06/1995  | Jacco Eltingh Paul Haarhuis | 10       | 21       |
| 3.   | Todd Woodbridge | 14/10/1996 − 12/10/1997A | Todd Woodbridge             | 52       | 73       |
| 4.   | Todd Woodbridge | 30/10/2000 − 07/01/2001  | Todd Woodbridge             | 10       | 83       |

### Dobles mixts: 7 (5−2)
| Resultat  | Núm. | Data                   | Torneig                     | Superfície   | Parella                  | Oponents                           | Marcador       |
| --------- | ---- | ---------------------- | --------------------------- | ------------ | ------------------------ | ---------------------------------- | -------------- |
| Guanyador | 1.   | 27 de gener de 1992    | Open d'Austràlia, Austràlia | Dura         | Nicole Provis            | A. Sánchez Vicario Todd Woodbridge | 6−3, 4−6, 11−9 |
| Guanyador | 2.   | 13 d'agost de 1992     | US Open, Estats Units       | Dura         | Nicole Provis            | Helena Suková Tom Nijssen          | 4−6, 6−3, 6−3  |
| Guanyador | 3.   | 4 de juliol de 1993    | Wimbledon, Regne Unit       | Gespa        | Martina Navrátilová      | Manon Bollegraf Tom Nijssen        | 6−3, 6−4       |
| Finalista | 1.   | 12 de setembre de 1993 | US Open                     | Dura         | Martina Navrátilová      | Helena Suková Todd Woodbridge      | 3−6, 6−7       |
| Guanyador | 4.   | 11 de juny de 1995     | Roland Garros, França       | Terra batuda | Larisa Savchenko-Neiland | Jill Hetherington J-L. de Jager    | 7−6(8), 7−6(4) |
| Guanyador | 5.   | 29 de gener de 1996    | Open d'Austràlia (2)        | Dura         | Larisa Savchenko-Neiland | Nicole Arendt Luke Jensen          | 4−6, 7−5, 6−0  |
| Finalista | 2.   | 7 de juliol de 1996    | Wimbledon                   | Gespa        | Larisa Savchenko-Neiland | Helena Suková Cyril Suk            | 6−1, 3−6, 2−6  |

### Equips: 3 (1−2)
| Resultat  | Núm. | Data                     | Torneig                          | Superfície       | Equip                                              | Oponents                                                           | Marcador |
| --------- | ---- | ------------------------ | -------------------------------- | ---------------- | -------------------------------------------------- | ------------------------------------------------------------------ | -------- |
| Finalista | 1.   | 3−5 de desembre de 1993  | Copa Davis, Düsseldorf, Alemanya | Terra batuda (i) | Richard Fromberg Jason Stoltenberg Todd Woodbridge | Marc-Kevin Goellner Patrick Kuhnen Carl-Uwe Steeb Michael Stich    | 4−1      |
| Guanyador | 1.   | 3−5 de desembre de 1999  | Copa Davis, Niça, França         | Terra batuda (i) | Lleyton Hewitt Mark Philippoussis Todd Woodbridge  | Olivier Delaitre Sebastien Grosjean Cedric Pioline Fabrice Santoro | 3−2      |
| Finalista | 2.   | 8−10 de desembre de 2000 | Copa Davis, Barcelona, Espanya   | Terra batuda (i) | Lleyton Hewitt Patrick Rafter Sandon Stolle        | Joan Balcells Àlex Corretja Albert Costa Juan Carlos Ferrero       | 1−3      |

## Trajectòria

### Individual
| Torneig | 1985 | 1986  | 1987  | 1988  | 1989  | 1990  | 1991  | 1992  | 1993  | 1994  | 1995  | 1996  | 1997  | 1998  | 1999  | 2000 | Títols    | V − D     |
| --- | ---- | ----- | ----- | ----- | ----- | ----- | ----- | ----- | ----- | ----- | ----- | ----- | ----- | ----- | ----- | ---- | --------- | --------- |
| Open d'Austràlia | 3R   | NC    | 2R    | 3R    | 3R    | 3R    | 4R    | 3R    | 2R    | 1R    | 3R    | SF    | 3R    | 1R    | 2R    | 2R   | 0 / 15    | 28 − 15   |
| Roland Garros | A    | 1R    | A     | 3R    | 3R    | A     | 1R    | 1R    | 3R    | 3R    | 2R    | 1R    | 4R    | 1R    | 1R    | A    | 0 / 12    | 12 − 12   |
| Wimbledon | A    | 1R    | 2R    | 4R    | 1R    | 4R    | 1R    | 2R    | 2R    | 2R    | 3R    | 1R    | 4R    | 3R    | 2R    | 1R   | 0 / 15    | 18 − 15   |
| US Open | A    | 1R    | 4R    | 4R    | 2R    | A     | 1R    | 3R    | 1R    | 1R    | 2R    | 1R    | 3R    | 1R    | 2R    | A    | 0 / 13    | 13 − 13   |
| Total Victòries−Derrotes                                                                                                   | 6−4  | 11−14 | 12−13 | 31−25 | 21−19 | 12−12 | 12−21 | 27−23 | 30−22 | 30−27 | 31−27 | 32−25 | 26−28 | 25−26 | 10−19 | 3−7  | 319 − 312 | 319 − 312 |
| Rànquing a final d'any | 127  | 181   | 67    | 42    | 75    | 101   | 88    | 40    | 28    | 43    | 51    | 27    | 46    | 58    | 130   | 321  |           |           |
| Llegenda: G: Guanyador; F: Finalista; SF: Semifinalista; QF: Quarts de final; Q: Qualificació; A: Absent; RR: Round Robin; |      |       |       |       |       |       |       |       |       |       |       |       |       |       |       |      |           |           |

### Dobles masculins
| Torneig | 1984 | 1985        | 1986        | 1987        | 1988  | 1989        | 1990        | 1991        | 1992  | 1993        | 1994        | 1995        | 1996  | 1997        | 1998        | 1999        | 2000  | Títols    | V − D     |
| --- | ---- | ----------- | ----------- | ----------- | ----- | ----------- | ----------- | ----------- | ----- | ----------- | ----------- | ----------- | ----- | ----------- | ----------- | ----------- | ----- | --------- | --------- |
| Open d'Austràlia | 1R   | 1R          | NC          | 1R          | 2R    | SF          | 2R          | SF          | G     | 1R          | QF          | 3R          | 1R    | G           | F           | SF          | SF    | 2 / 16    | 40 − 14   |
| Roland Garros | A    | A           | 2R          | 2R          | SF    | 3R          | A           | 3R          | 3R    | SF          | QF          | 1R          | SF    | F           | 3R          | 1R          | G     | 1 / 14    | 36 − 13   |
| Wimbledon | A    | A           | 3R          | QF          | QF    | 2R          | A           | QF          | SF    | G           | G           | G           | G     | G           | F           | QF          | G     | 6 / 14    | 59 − 8    |
| US Open | A    | A           | A           | 1R          | 2R    | G           | 1R          | SF          | SF    | 3R          | F           | G           | G     | 1R          | 3R          | QF          | 2R    | 3 / 14    | 39 − 11   |
| Jocs Olímpics | A    | No celebrat | No celebrat | No celebrat | A     | No celebrat | No celebrat | No celebrat | A     | No celebrat | No celebrat | No celebrat | G     | No celebrat | No celebrat | No celebrat | F     | 1 / 2     | 8 − 1     |
| Tennis Masters Cup | A    | A           | A           | A           | A     | A           | A           | SF          | G     | F           | F           | SF          | G     | RR          | RR          | SF          | A     | 2 / 9     | 25 − 13   |
| Total Victòries−Derrotes                                                                                                   | 2−3  | 4−7         | 10−13       | 21−19       | 32−15 | 29−11       | 11−10       | 42−22       | 53−18 | 36−14       | 64−20       | 62−18       | 68−10 | 52−14       | 56−19       | 46−22       | 59−13 | 647 − 248 | 647 − 248 |
| Rànquing a final d'any | 193  | 141         | 140         | 53          | 18    | 6           | 118         | 11          | 1     | 8           | 3           | 2           | 1     | 2           | 6           | 11          | 1     |           |           |
| Llegenda: G: Guanyador; F: Finalista; SF: Semifinalista; QF: Quarts de final; Q: Qualificació; A: Absent; RR: Round Robin; |      |             |             |             |       |             |             |             |       |             |             |             |       |             |             |             |       |           |           |

### Dobles mixts
| Open d'Austràlia |  | G |   |  |   | G |  | 2 / 2 | 10 − 0 |
| Roland Garros |  |   |   |  | G |   |  | 1 / 1 | 5 − 0  |
| Wimbledon |  |   | G |  |   | F |  | 1 / 2 | 11 − 1 |
| US Open |  | G | F |  |   |   |  | 1 / 2 | 9 − 1  |
| Llegenda: G: Guanyador; F: Finalista; SF: Semifinalista; QF: Quarts de final; Q: Qualificació; A: Absent; RR: Round Robin; |  |   |   |  |   |   |  |       |        |